# David Glen Eisley

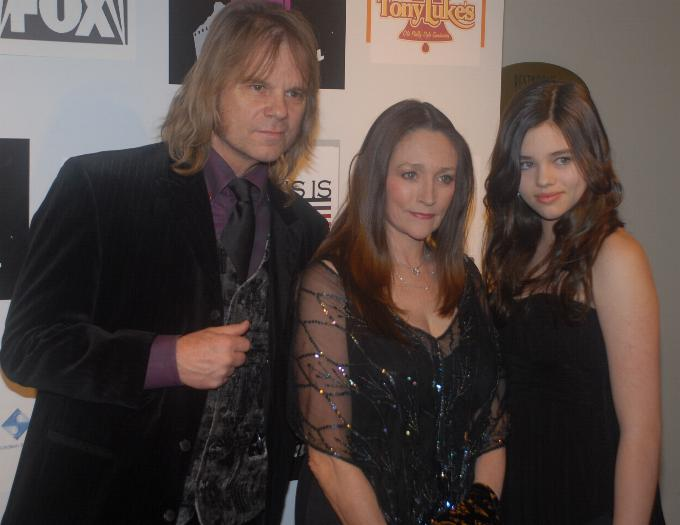
Eisley mit Frau und Tochter beim Cinema City Film Festival 2008

David Glen Eisley (* 6. September 1952 in Los Angeles, Kalifornien) ist ein US-amerikanischer Musiker und Schauspieler. Bekannt wurde er im deutschsprachigen Raum vor allem durch seinen Song Sweet Victory, der in einer Episode von SpongeBob Schwammkopf verwendet wurde.

## Leben
David Eisley wurde als Sohn des Schauspielers Anthony Eisley geboren. Auf der High School spielte er für die Band Mammoth, eine Iron Butterfly – Coverband, Schlagzeug. Nachfolgend war er Frontsänger der Rockbands Sorcery (1980–1983), Giuffria (1983–1988) und Dirty White Boy (1988–1991). Seinen größten Erfolg feierte er mit der Band Giuffria, als Anfang 1985 ihre Single Call to the Heart Platz 15 in den Billboard Hot 100 erreichte.
Als Schauspieler trat Eisley unter anderem im Film Action Jackson sowie in den Fernsehserien Beverly Hills, 90210 und Eine himmlische Familie auf. Weiter war er Schauspieler in mehreren Werbespots.
2001 war sein Song Sweet Victory am Ende der Episode Hör' mal, wer da spielt (Band Geeks) der Zeichentrickserie SpongeBob Schwammkopf zu hören.
Er war bis zu ihrem Tod mit der Schauspielerin Olivia Hussey verheiratet, mit der er eine Tochter hat, die Schauspielerin India Eisley.

## Diskografie

### Mit Sorcery
- Sorcery 2 (1982-'83)
- Sorcery Live (1982-'83)

### Mit Giuffria
- Giuffria (1984)
- Gotcha! Motion Picture Soundtrack (1985)
- Silk + Steel (1986)
- Giuffria III (1987)

### Mit Dirty White Boy
- Dirty White Boy EP (1989)
- Bad Reputation (1990)

### Mit Craig Goldy's Ritual
- Hidden in Plain Sight (1991)

### Mit Murderer's Row
- Murderer's Row (1996)

### Mit Stream
- Nothing Is Sacred (1998)

### Solo
- War Dogs (1999)
- Stranger From the Past (2000)
- The Lost Tapes (2001)

### Gastauftritte
- Michael Bolton – The Hunger (1987)
- Jimmy Barnes – Freight Train Heart (1987)
- Loudness – Hurricane Eyes (1987)
- House of Lords – Sahara (1990)
- House of Lords – Demons Down (1992)
- Atsushi Yokozeki Project – Raid (1993)
- Frederiksen/Phillips – Frederiksen/Phillips (1995)
- Various artists – Little Guitars: A Tribute to Van Halen (2000)
- Elements of Friction – Elements of Friction (2001)

## Filmografie
- 1988: Action Jackson
- 1991: Stone Cold – Kalt wie Stein
- 1998: Beverly Hills, 90210 (Fernsehserie, Gastauftritt)
- 1998–2001: Eine himmlische Familie (Fernsehserie)
- 2000: Spanish Judges
- 2001: SpongeBob Schwammkopf (Fernsehserie, Gesang)
- 2005: Headspace